# Ken Morris
Kenneth Joseph „Ken“ Morris (* 19. August 1942 in New York, New York) ist ein ehemaliger US-amerikanischer Bobsportler.
Für die Olympischen Winterspiele 1972 in Sapporo war Morris als Anschieber im Viererbob von Bob Said vorgesehen, doch wenige Tage vorher war er in einen Unfall mit Harry Peterson verwickelt. Morris erlitt nur einige Schnittwunden und Prellungen und konnte somit an den Winterspielen teilnehmen. Am Ende belegten er und seine Mitfahrer den 14. Rang.